# Христианство в Камбодже
Христианство в Камбодже — одна из религий, представленных в стране.
Данные о численности христиан в Камбодже весьма разнятся. По данным исследовательского центра Pew Research Center в 2010 году в Камбодже проживало 50 тыс. христиан, которые составляли 0,4 % населения этой страны. Энциклопедия «Религии мира» Дж. Г. Мелтона оценивает долю христиан в 2010 году в 2 % (305 тыс. верующих).
Крупнейшим направлением христианства в стране является протестантизм. В 2000 году в Камбодже действовали 540 христианских церквей и мест богослужения, принадлежащих 22 различным христианским деноминациям.